# Adagio g-moll (Albinoni)
Adagio g-moll na smyczki i organy – jeden z najsłynniejszych utworów muzyki poważnej, powszechnie kojarzony z nazwiskiem Tomasa Albinoniego, należy do mistyfikacji muzycznych. W rzeczywistości, do Albinoniego w tym utworze należy jedynie partia basu.
Całą nadbudowę (melodię, harmonizację, rytm i instrumentację) napisał Remo Giazotto (1910–1998). Ów włoski muzykolog pod koniec II wojny światowej, według własnej wersji wydarzeń miał odnaleźć w gruzach biblioteki w Dreźnie fragment orkiestrowej partii basu nieznanego koncertu (lub sonaty) Albinoniego. Ponieważ reszta partytury zaginęła podczas bombardowania, Giazotto postanowił ocalić resztę, nadając jej kształt dzieła ukończonego i komponując w roku 1949 słynne później Adagio. Wydał je natomiast pod nazwiskiem Albinoniego (po raz pierwszy – Ed. Ricordi, 1958), wskazując siebie jedynie jako redaktora.
Powyższy stan wiadomości przetrwał do lat 80. XX wieku. Od roku 1985 Państwowa Biblioteka w Dreźnie (Staatsbibliothek Dresden) w swoich listach i publikacjach regularnie prostuje informację, jakoby kiedykolwiek była w posiadaniu tego rękopisu Albinoniego; zaznacza, że Giazotto nigdy nikomu nie udostępnił rękopisu do wglądu i stwierdza, iż Adagio to utwór, który musiał powstać współcześnie.
Adagio Albinoniego otrzymało rozgłos międzynarodowy m.in. dzięki Herbertowi von Karajanowi, który nagrał i często włączał ten utwór do programu swoich koncertów.